# 喬·范弗利特
喬·范·弗利特（英語：Jo Van Fleet，1915年12月29日—1996年6月10日）是美國演員，她曾獲得奧斯卡最佳女配角獎。